# Jurkowice (powiat staszowski)
Jurkowice – wieś w Polsce położona w województwie świętokrzyskim, w powiecie staszowskim, w gminie Bogoria.
Przez wieś przebiegają drogi powiatowe: 0780T (Wola Malkowska – Bogoria – Klimontów), 0786T (Jurkowice – Wiśniówka), 0788T (Jurkowice – Pełczyce Górne – Witowice) oraz 0848T (Jurkowice – Samotnia – Nawodzice).
Powierzchnia wsi wynosi 339 ha.

## Części wsi
| SIMC    | Nazwa                 | Rodzaj     |
| ------- | --------------------- | ---------- |
| 0788235 | Jurkowice-Kamieniołom | kolonia    |
| 0788241 | Samotnia              | przysiółek |

## Dawne części wsi – obiekty fizjograficzne
W latach 70. XX wieku przyporządkowano i opracowano spis lokalnych części integralnych dla Jurkowic zawarty w tabeli 1.

| Nazwa wsi – miasta   | Nazwy części wsi – miasta                                                     | Nazwy obiektów fizjograficznych – charakter obiektu |
| -------------------- | ----------------------------------------------------------------------------- | --- |
| I. Gromada JURKOWICE |                                                                               | |
| 1. Jurkowice         | 1. Dąbrowa 2. Folwark-Jurkowice 3. Jurkowice-Kolonia 4. Nowa Wieś 5. Samotnia | 1. Chłopski Las — las 2. Dąbrowa — pole 3. Dworski Las — las 4. Gościniec — pole 5. Górecki Las — las 6. Jurkowice-Kolonia — pole 7. Kopaniny — pole 8. Krzemienie — pole 9. Lipie — las 10. Parszywka — pole, łąki 11. Półanki — pole 12. Samotnia — pole 13. Zantuz — pole, łąka |

## Położenie
Geograficznie Jurkowice położone są na Wyżynie Sandomierskiej. Występuje tu rzeźba falista z wąwozami o średnich stokach i małymi ciekami bez nazw. Występują też płaskie wierzchowiny i nieckowate zagłębienia. Wchodzi w skład makroregionu Wyżyny Kielecko-Sandomierskiej.
Część wsi położona jest na planowanym obszarze Natura 2000 – Ostoja Żyznów.

## Historia
W dokumencie z 1418, jako właściciel wsi wymieniany jest Mikołaj, który toczył spór o wymiar dzisięciny z wikarym Albertem z Olbierzowic.
O wsi Jurkowice należącej do parafii w Olbierzowicach wspomina także Jan Długosz w Liber beneficiorum dioecesis Cracoviensis napisanej w latach 1470–1480. Jako właściciela wsi wymienia szlachcica o nazwisku Moszgawsky. We wsi znajdowały się łany kmiece, folwarczne płacące dziesięcinę biskupowi krakowskiemu. Z części wsi dziesięcinę pobierał również pleban z Olbierzowic.
W 1629 roku właścicielem wsi był Wojciech Lipnicki, który za 1,75 łana płacił 6 złp. 12 gr podatku.
W 1787 roku w Jurkowicach mieszkało 81 osób wyznania rzymskokatolickiego (24 mężczyzn, 26 kobiet, 4 dzieci w wieku od 7 lat i 27 dzieci w wieku do 7 lat), a także 8 Żydów (3 mężczyzn, 2 kobiety i 3 dzieci).
W okresie zaboru rosyjskiego wieś była majątkiem donacyjnym. W 1827 r. wieś liczyła 95 mieszkańców i 12 domów, znajdował się w niej również folwark. Od 1849 roku dzierżawcą wsi był wojskowy i urzędnik carski, Polak z pochodzenia, Edward Białoskórski. Wieś w tym okresie przynosiła 1200 rubli rocznego dochodu. Folwark obejmował 440 mórg ziemi uprawnej, kamieniołom, cegielnię i wapiennik. Nowy właściciel nie mieszkał na stałe w majątku, a zarządzanie zlecił bratu Władysławowi.
21 października 1863 roku miała miejsce bitwa pod Jurkowicami pomiędzy oddziałem powstańców styczniowych z partii Dionizego Czachowskiego pod dowództwem kapitana Gustawa Rosnera-Róży a oddziałami rosyjskimi. Po bitwie kozacy śmiertelnie pobili brata właściciela wsi – Władysława Białoskórskiego oraz lekarza staszowskiego Dowgiałłę, właściciela Pełczyc i Witowic. Edward Białoskórski odbudował zniszczone w walce zabudowania folwarku i na starość osiadł w Jurkowicach. Zmarł w 1881 roku w willi „Samotnia”. W tym samym roku nowym właścicielem wsi został Franciszek Proczke, a później Ludwik Proczke.
W 1886 r. wieś liczyła 218 mieszkańców i 25 domów. Do miejscowych chłopów należało 114 mórg ziemi. Folwark Jurkowice obejmujący wsie Jurkowice i Witoldów zajmował 440 mórg. Składało się na niego 234 morgi gruntów ornych i ogrodów, 20 mórg łąk, 9 mórg pastwisk, 170 mórg lasów oraz 10 mórg nieużytków i placów. Do folwarku należało 8 budynków murowanych i 11 drewnianych. Eksploatowano wówczas pokłady kamienia wapiennego i budowlanego. W skład majątku wchodziła również cegielnia i piec wapienny.
W 1916 r. wieś dla swojego syna nabył Wilhelm Konstanty Kuksz, warszawski inżynier i przemysłowiec, właściciel biura technicznego „Kuksz i Luedtke”. Wilhelm Konstanty Kuksz był wnukiem węgierskiego powstańca z 1848–1849 pułkownika Pułku Huzarów, Beli Kuksza. Nowy właściciel wsi ur. w 1886 skończył dwa fakultety: prawo w Szwajcarii i szkołę techniczną w Wiedniu. Mieszkał na stałe w Warszawie, zajmując się rodzinną firmą, a gospodarstwo prowadziła jego żona. Hodowała na kilku hektarach warzywa - wtedy jeszcze mało popularne jak papryka i szparagi, a w oranżeriach hodowano melony. Kukszowie mieszkali w starym modrzewiowym dworku mającym 8 pokoi. W celu poprawy komunikacji z Sandomierzem, Kuksz przeznaczył kamień z własnej kopalni na budowę drogi Klimontów – Bogoria. Syn Kuksza – Henryk – działał w czasie II wojny światowej w oddziale partyzanckim Jędrusie pod pseudonimem „Selim”.
W przysiółku Samotnia w latach 1915–1938 istniał wojenny cmentarz, na którym było pochowanych 56 legionistów przeniesionych z różnych mogił rozsianych po okolicznych wsiach. Wśród nich był zmarły w wyniku odniesionych ran w Pęcławicach Górnych, kapitan "Herwin" - Kazimierz Jan Piątek.
W 1921 roku wieś Jurkowice liczyła 17 domów i 129 mieszkańców, w tym 3 wyznania mojżeszowego. Folwark Jurkowice liczył natomiast 51 mieszkańców w 5 domach. Kolonia Samotnia liczyła 20 domów i 146 mieszkańców, w tym 8 wyznania mojżeszowego.
1 listopada 1931 roku została otwarta jednoklasowa Publiczna Szkoła Powszechna.
W okresie II wojny światowej we wsi istniała placówka ZWZ-AK. Pierwszym komendantem był Józef Kotaś, były podoficer KOP. Według Jerzego Więckowskiego, 1 marca 1943 r. wieś liczyła 671 mieszkańców.
Po II wojnie światowej majątek Kukszów został uspołeczniony. Akt przejęcia majątku przez komisarzy ludowych w zastępstwie męża podpisała Maria Kuksz. Komisarzami byli dawni pracownicy: Władysław Kowalczyk – karbowy i Stanisław Bielecki. Na bazie majątku Kukszów w Jurkowicach funkcjonuje rolnicza spółdzielnia produkcyjna.
W latach 1915–1954 istniała gmina Jurkowice, a w latach 1954–1973 gromada Jurkowice. W latach 1975–1998 miejscowość należała administracyjnie do województwa tarnobrzeskiego.

## Zabytki
- park podworski z XIX wieku o powierzchni 0,54 ha jest ujęty w ewidencji zabytków.

## Surowce mineralne
Najważniejszym bogactwem Jurkowic są duże zasoby kamienia budowlanego. W rejonie Jurkowic znajduje się wychodnia skał dolomitowych. Znajdują się tu osady kambryjskie, syluru przylegającego od północnej strony do wychodni skał dolnodewońskich. Utwory dewońskie wypełniają rów tektoniczny wraz z utworami ordowiku i syluru. Utwory te reprezentowane są w Jurkowicach przez dolomity, dolomity margliste i iłowce dolomityczne, których miąższość dochodzi do 120 m. Dolomity eksploatowane w Jurkowicach mogą być używane do produkcji kruszyw łamanych zwykłych, gruzów we wszystkich frakcjach spełniających normy dla kruszyw klasy II i III. Złoże udokumentowane wynosi 6 484, tys. ton (dane na 1972 rok) różnej jakości dolomitów. Z uwagi na wzrost miąższości nadkładu i niewielki obszar samej wychodni, dolomity te nie rokują większych perspektyw surowcowych. Obecnie kamień z Jurkowic przeznacza się przede wszystkim do produkcji łamanych kruszyw drogowych. Skała w Jurkowicach zawiera obok CaO (tlenku wapnia) około 15% MgO (tlenku magnezu) oraz inne mikroelementy niezbędne do prawidłowego funkcjonowania organizmów.

## Literatura
1. Kaczmarek Leon (red. nauk. zeszytu), Taszycki Witold (red. nauk. wyd.): Urzędowe Nazwy miejscowości i obiektów fizjograficznych. 33. Powiat staszowski województwo kieleckie. Komisja ustalania nazw miejscowości i obiektów fizjograficznych (do użytku służbowego). Z: 33. Warszawa: Urząd Rady Ministrów. Biuro do Spraw Prezydiów Rad Narodowych, 1970. Brak numerów stron w książce